# Ferdinand Buisson
Ferdinand Édouard Buisson (20. prosince 1841 Paříž – 16. února 1932 Thieuloy-Saint-Antoine) byl francouzský akademik, pacifista a socialistický politik. V 80. letech 19. století pomohl vytvořit francouzský systém všeobecného základního vzdělání. Založil francouzskou Ligu pro lidská práva (LDH) a od roku 1914 do roku 1926 jí předsedal. V roce 1927 získal Nobelovu cenu za mír.